# مانويل بوتشياريلي
مانويل بوتشياريلي (بالإيطالية: Manuel Pucciarelli)‏ (17 يونيو 1991 ببراتو في إيطاليا - ) هو لاعب كرة قدم إيطالي في مركز الهجوم .
لعب مع نادي إمبولي ونادي كييفو ونادي دبا الإماراتيوUSD Follonica Gavorrano ‏.

## روابط خارجية
- مانويل بوتشياريلي على موقع قاعدة بيانات كرة القدم.إي يو (الإنجليزية)
- مانويل بوتشياريلي على موقع Soccerway.com (الإنجليزية)
- مانويل بوتشياريلي على موقع عالم كرة القدم.نت (الإنجليزية)
- مانويل بوتشياريلي على موقع AS.com (الإسبانية)
- مانويل بوتشياريلي على موقع GSA (الإنجليزية)